# Sant Martí Sacosta
Sant Martí Sacosta és una església d'estil barroc al Barri Vell de Girona. Hi ha constància d'un temple dedicat a Sant Martí des del segle ix, tanmateix l'edifici original fou probablement remodelat al s. XI i pràcticament substituït per l'actual al s. XVI promoguda per l'establiment d'un col·legi jesuïta. Val a dir que, avui dia, abandonada la casa pels jesuïtes les seves dependències annexes són usades per a allotjar les activitats i dependències pròpies del Seminari de Girona i l'Arxiu Diocesà de Girona.

## Arquitectura

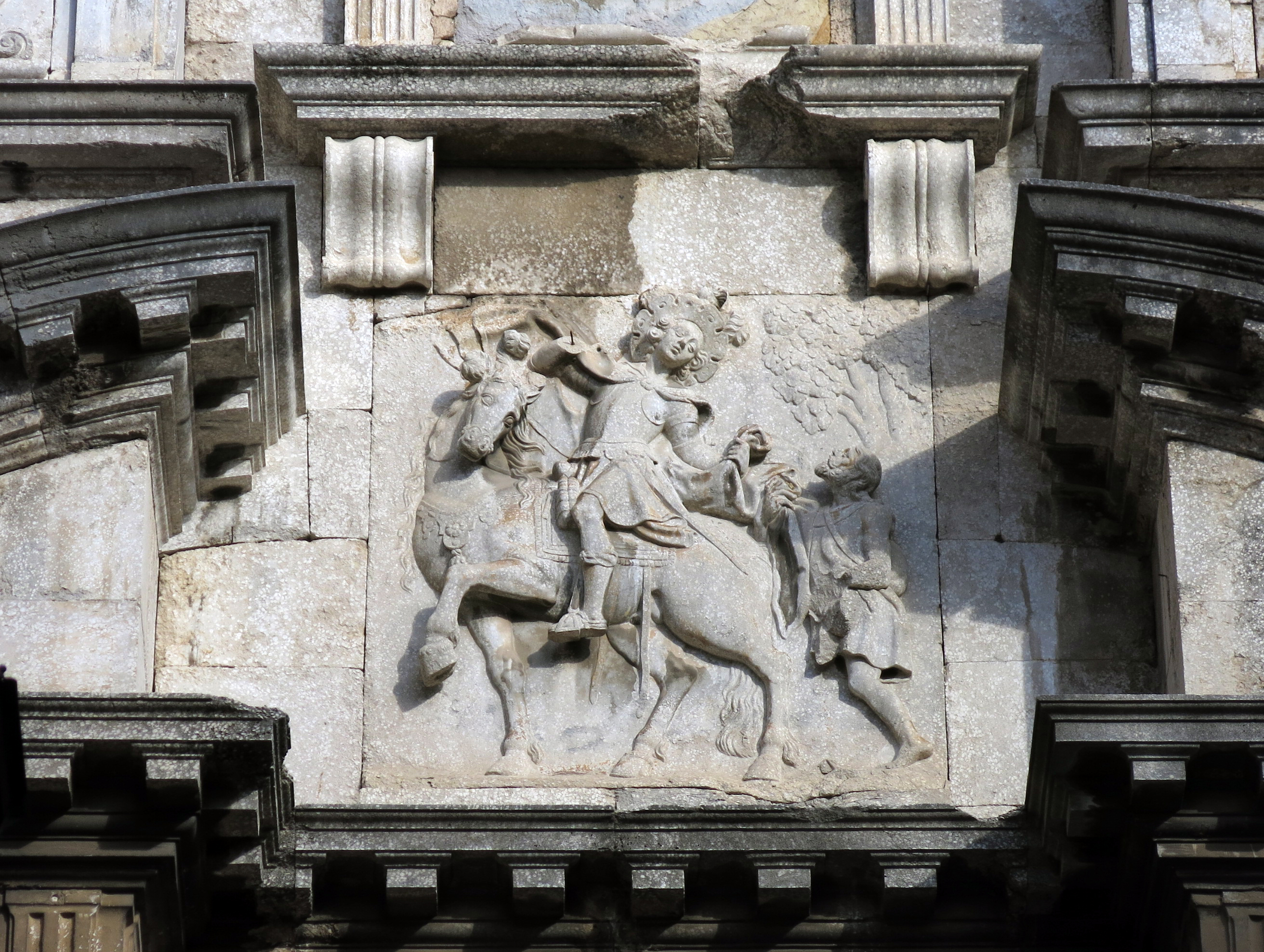
Detall del relleu sobre la porta d'entrada representant el conegut passatge hagiogràfic de Sant Martí i la capa.

Sobre l'antiga església romànica del segle xi, de tres naus, i aprofitant les parets mestres, s'aixeca l'actual d'una nau i amb capelles a cada costat. Van fer-hi un pòrtic amb una escalinata a dintre. El cal ressaltar és la façana principal, al capdamunt de les escales de Sant Martí, potenciant la imatge de la façana. Ella és d'un joc clarobscur de motllures i frontons corbats, de columnes cilíndriques, amb la imatge de Sant Martí i l'escut dels Àustries dalt del tot. La façana s'uneix a l'entrada al Seminari Major amb un encoixinat de pedra. L'església té el campanar actual aixecat sobre la base romànica del segle xi (presenta arquets llombards).

## Història
Inscripcions al Museu Diocesà de Girona d'origen romà (tombes romanes). Primer escrit l'any 846 en donació de terres a l'església de Sant Martí. Del 1010: consta a Sant Martí un canonge de la seu aixeca el temple romànic (Ponç) el 1032 (inici). El 1164 el paborde Guillem Ramon demana que s'estableixi una mena de convent agustinià. El nucli era el cementiri, església, claustre, campaner i dependències.
Fins al 1582 va ser la seu de la parròquia de Sant Martí Sacosta de la ciutat de Girona, però llavors el terme parroquial va ser incorporat al de la Catedral de Santa Maria.
El 9 de desembre de 1581 s'hi estableixen els jesuïtes, creant-hi un col·legi. Protegits per la família Agullana, s'edificà el nou temple als s. XVI i XVII.